# Aediodina quaternalis
Aediodina quaternalis là một loài bướm đêm trong họ Crambidae.